# Gustavia foliosa
Gustavia foliosa är en tvåhjärtbladig växtart som beskrevs av José Cuatrecasas. Gustavia foliosa ingår i släktet Gustavia och familjen Lecythidaceae. IUCN kategoriserar arten globalt som sårbar. Inga underarter finns listade i Catalogue of Life.